# Muvinabore
Muvinabore, Ime koje Pimentel navodi (u Lenguas ii, 374, 1865) kao jednu od lokalnih skupina Komanča, ali je njihovo postojanje upitno. Kasniji autori (Swanton, Sultzman), uz imena Guage-johe, Ketahto, Kwashi, Nauniem i Parkeenaum, navode ih na popisima bandi komančma, tek uz natuknicu da se spominju od strane nekih ranih autora. O njima ništa drugo nije poznato.

## Vanjske poveznice
- Comanche History  Arhivirana inačica izvorne stranice od 5. lipnja 2019. (Wayback Machine)